# XVIIIe législature de l'Assemblée de la Polynésie française
Depuis le 11 mai 2023
(2 ans, 2 mois et 7 jours)
XVIIe législature
La XVIIIe législature de l'Assemblée de la Polynésie française est un cycle parlementaire français qui s'ouvre le 11 mai 2023, à la suite des élections territoriales de 2023.
Le parti du président Oscar Temaru, Tavini huiraatira, détient la majorité des représentants à l'Assemblée de la Polynésie française, avec le groupe du Tavini.

## Contexte

### Campagne
Arrivé en tête du premier tour des élections territoriales avec 34,9 % des voix, le Tavini huiraatira — conduit par Oscar Temaru mais qui propose Moetai Brotherson pour la présidence de la collectivité — l'emporte au second avec 44,3 % des suffrages exprimés, soit six points de pourcentage d'avance sur Édouard Fritch, dont la majorité est présentée comme proche du président de la République, Emmanuel Macron,.

### Résultats
|                          |                               |                          |          |          |         |         |        |               |  |
| Liste                    | Liste                         | Tête de liste            | 1er tour | 1er tour | 2d tour | 2d tour | Sièges | +/-           |  |
| Liste                    | Liste                         | Tête de liste            | Voix     | %        | Voix    | %       | Sièges | +/-           |  |
|                          | Tavini huiraatira             | Oscar Temaru             | 43 401   | 34,90    | 64 551  | 44,32   | 38     | 30            |  |
|                          | Tapura huiraatira             | Édouard Fritch           | 37 880   | 30,46    | 56 118  | 38,53   | 15     | 23            |  |
|                          | Amuitahiraa o te nuna'a Maohi | Bruno Sandras            | 14 773   | 11,88    | 56 118  | 38,53   | 1      | 10            |  |
|                          | A here ia Porinetia           | Nuihau Laurey            | 18 067   | 14,53    | 24 989  | 17,16   | 3      | Nv.           |  |
|                          | Ia Ora te Nuna'a              | Teva Rohfritsch          | 5 423    | 4,36     |         |         | 0      | Nv.           |  |
|                          | Hau Ma’ohi Ti’ama             | Titaina Parker           | 2 458    | 1,98     | 0       | Nv.     |        |               |  |
|                          | Heiura - Les Verts            | Jacky Bryant             | 2 373    | 1,91     | 0       | Nv.     |        |               |  |
|                          |                               |                          |          |          |         |         |        |               |  |
| Suffrages exprimés       | Suffrages exprimés            | Suffrages exprimés       | 124 375  | 98,50    | 145 658 | 98,96   |        |               |  |
| Votes blancs             | Votes blancs                  | Votes blancs             | 1 149    | 0,91     | 823     | 0,56    |        |               |  |
| Votes nuls               | Votes nuls                    | Votes nuls               | 748      | 0,59     | 700     | 0,48    |        |               |  |
| Total                    | Total                         | Total                    | 126 272  | 100      | 147 181 | 100     | 57     | en stagnation |  |
| Abstentions              | Abstentions                   | Abstentions              | 83 889   | 39,92    | 63 204  | 30,04   |        |               |  |
| Inscrits / Participation | Inscrits / Participation      | Inscrits / Participation | 210 161  | 60,08    | 210 385 | 69,96   |        |               |  |

## Composition de l'exécutif

### Président de la Polynésie française
Le 12 mai 2023, Moetai Brotherson est élu dès le premier tour par l'Assemblée, avec 38 voix sur 57, contre 16 à Édouard Fritch et 3 à l'autonomiste Nicole Sanquer. Quelques heures plus tard, le président élu et le président sortant procèdent à la passation des pouvoirs.

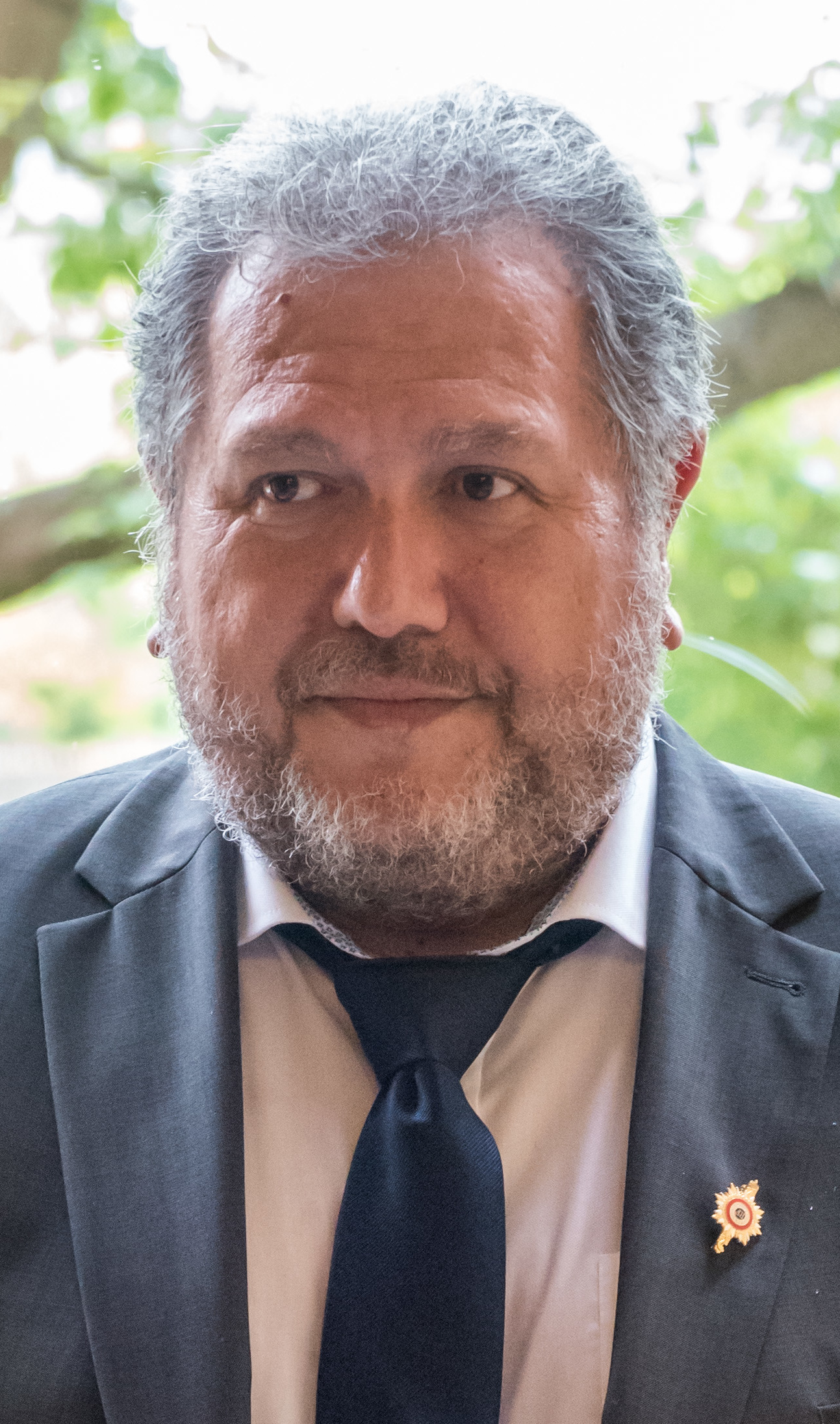
Moetai Brotherson, président de la Polynésie depuis le 12 mai 2023.

### Gouvernements successifs
| Président | Président | Président         | Parti             | Dates (Durée)                                    | Gouvernement | Composition initiale |
| --------- | --------- | ----------------- | ----------------- | ------------------------------------------------ | ------------ | -------------------- |
|           |           | Moetai Brotherson | Tavini huiraatira | Depuis le 15 mai 2023 (2 ans, 2 mois et 3 jours) | Brotherson   | Tavini - AHIP        |

## Composition de l'Assemblée

### Présidence
À l'ouverture de la législature, le député du Tavini Antony Géros est élu président de l'Assemblée par 41 voix pour et 16 abstentions, sans adversaire proposé par les deux groupes de l'opposition,,.

### Bureau de l'Assemblée
Le Bureau de l'Assemblée est composé du président, des 3 vice-présidents, des 3 questeurs ainsi que de 3 secrétaires.
| Fonction           | Titulaire | Titulaire                              | Circonscription    | Groupe |
| ------------------ | --------- | -------------------------------------- | ------------------ | ------ |
| Président          |           | Antony Géros                           | Îles du Vent       | Tavini |
|                    |           |                                        |                    |        |
| 1er vice-président |           | Ueva Hamblin                           | Îles du Vent       | Tavini |
| 2e vice-président  |           | Bruno Flores                           | Îles Australes     | Tavini |
| 3e vice-président  |           | Nicole Sanquer (jusqu’en juillet 2024) | Îles du Vent       | NI     |
| 3e vice-président  |           | Félix Tetua (depuis le 22 août 2024)   | Îles Tuamotu Ouest | Tavini |
|                    |           |                                        |                    |        |
| Questeurs          |           | Vincent Maono                          | Îles du Vent       | Tavini |
| Questeurs          |           | Allen Salmon                           | Îles du Vent       | Tavini |
| Questeurs          |           | Marielle Kohumoetni                    | Îles Marquises     | Tavini |
|                    |           |                                        |                    |        |
| Secrétaires        |           | Odette Homai                           | Îles Tuamotu Ouest | Tavini |
| Secrétaires        |           | Teura Iriti                            | Îles du Vent       | Tapura |
| Secrétaires        |           | Tepuaraurii Teriitahi                  | Îles du Vent       | Tapura |

### Présidences de groupes
| Groupe parlementaire | Groupe parlementaire | Président | Président      | Sièges  |
| -------------------- | -------------------- | --------- | -------------- | ------- |
|                      | Tavini huiraatira    |           | Oscar Temaru   | 38 / 57 |
|                      | Tapura huiraatira    |           | Edouard Fritch | 16 / 57 |
|                      |                      |           |                |         |
|                      | Non-inscrits         | Aucun     | Aucun          | 3 / 57  |